# Deutsche Meisterschaften der Rhythmischen Sportgymnastik 2014
Die Deutschen Meisterhaften der Rhythmischen Sportgymnastik 2014 im Einzel fanden vom 9. bis 11. Mai 2014 in Halle (Saale) in der Sporthalle Brandberge, die in der Gruppe fanden im Rahmen des Deutschland Cups am 28. und 29. Juni 2014 in Berlin im Horst-Korber-Sportzentrum statt. Veranstalter war der Deutsche Turner-Bund, die Ausrichter war der Landesturnverband Sachsen-Anhalt und Berliner Turn- und Freizeitsport-Bund.

## Einzel

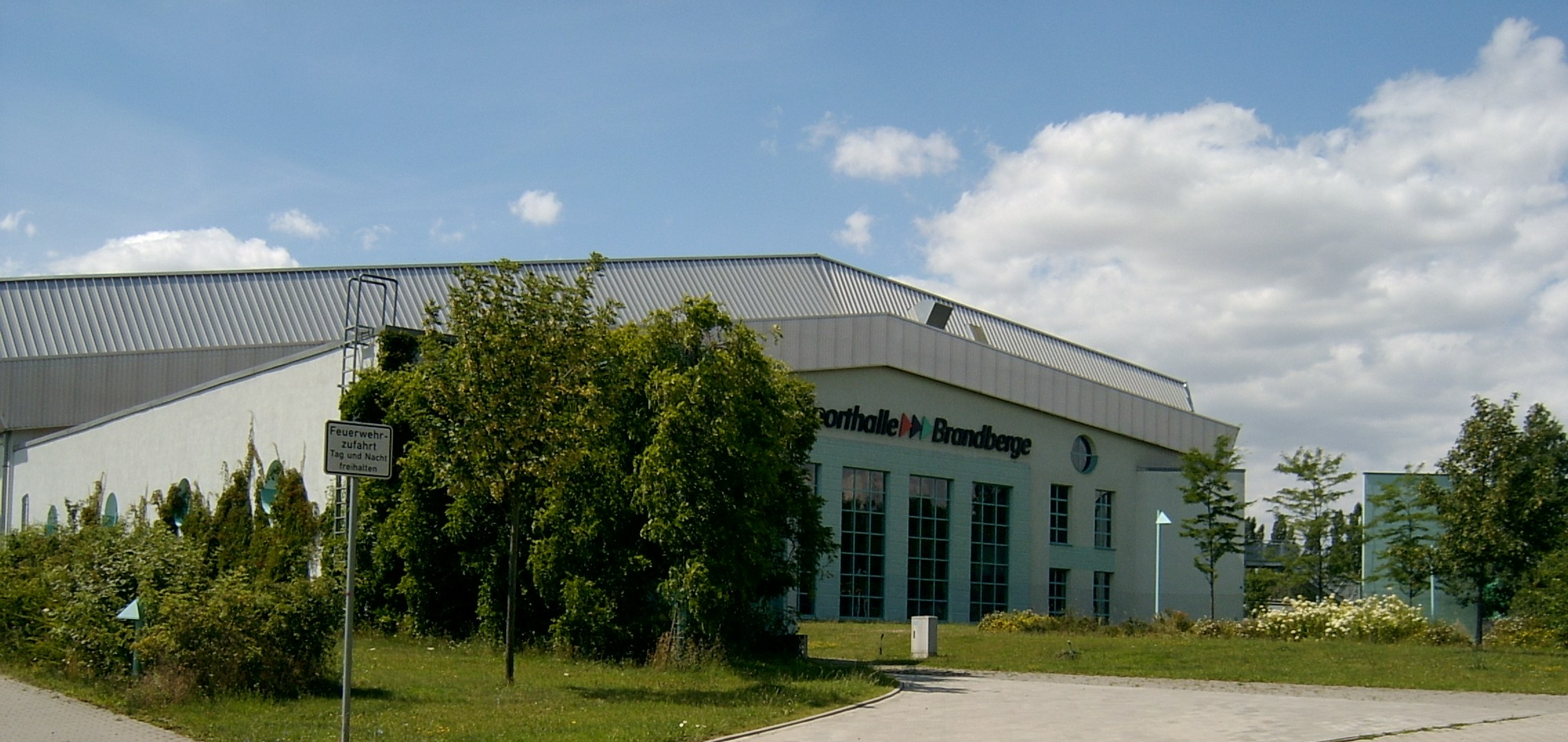
Sporthalle Brandberge von außen in Halle (Saale)

### Programm und Zeitplan

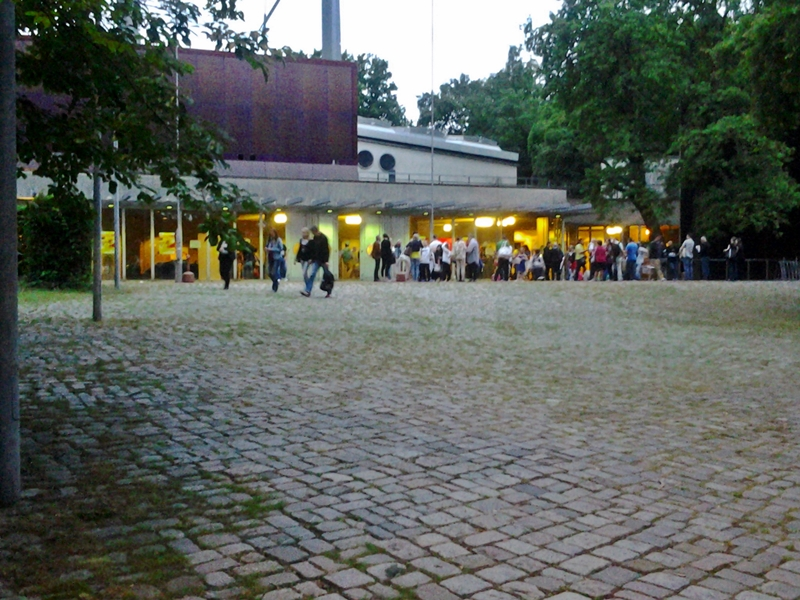
Horst-Korber-Sportzentrum von außen in Berlin

Wegen der hohen Meldezahlen turnten die JLK 15 ihren Mehrkampf bereits am Freitagabend.
| Datum        | Uhrzeit   | Wettkampf              |
| ------------ | --------- | ---------------------- |
| Fr., 9. Mai  | 18:15 Uhr | Mehrkampf JLK 15       |
| Sa., 10. Mai | 09:00 Uhr | Mehrkampf JLK 13       |
| Sa., 10. Mai | 13:00 Uhr | Mehrkampf JLK 14       |
| Sa., 10. Mai | 18:15 Uhr | Mehrkampf MK           |
| So., 11. Mai | 09:00 Uhr | Gerätefinals – alle AK |

### Mehrkampf

#### JLK 13
| Rang | Athletin                                          | Reifen | Ball   | Keulen | Band   | Gesamt |
| ---- | ------------------------------------------------- | ------ | ------ | ------ | ------ | ------ |
| 1    | Aliaksandra Stsiapanava (TSV Schmiden 1902 e. V.) | 14.766 | 13.316 | 13.050 | 14.266 | 55.398 |
| 2    | Alexandra Tikhonovich (Sportclub Berlin e. V.)    | 12.233 | 14.233 | 14.283 | 13.916 | 54.665 |
| 3    | Viktoria Burjak (TSV Schmiden 1902 e. V.)         | 13.266 | 13.466 | 12.233 | 13.766 | 52.731 |
| 4    | Lea Tkaltschewitsch (TSG 1885 Neu-Isenburg)       | 12.300 | 12.816 | 12.666 | 13.633 | 51.415 |
| 5    | Daniela Huber (TV Rehlingen 1923)                 | 12.816 | 12.350 | 14.116 | 11.883 | 51.165 |
| 6    | Noemi Peschel (TSV Schmiden 1902 e. V.)           | 13.050 | 10.300 | 13.250 | 12.050 | 48.650 |
| 7    | Nicole Oks (Lüssumer SV)                          | 12.066 | 11.033 | 11.266 | 11.066 | 45.431 |
| 8    | Katharina Gerling (Bremen 1860)                   | 11.350 | 10.650 | 11.166 | 9.966  | 43.132 |
| 9    | Anastasia Ginger (TSV Bayer 04 Leverkusen)        | 11.316 | 10.950 | 9.750  | 10.966 | 42.982 |
| 10   | Anni Qu (TV Eschborn 1888)                        | 11.283 | 9.983  | 10.100 | 11.266 | 42.632 |
| 11   | Marie Deschner (TV Eschborn 1888)                 | 11.033 | 10.300 | 10.183 | 10.866 | 42.382 |

| Rang | Athletin                                         | Reifen | Ball   | Keulen | Band   | Gesamt |
| ---- | ------------------------------------------------ | ------ | ------ | ------ | ------ | ------ |
| 12   | Emma Louise Heim (TSV 1846 Nürnberg e. V.)       | 10.200 | 9.283  | 9.600  | 9.750  | 38.833 |
| 13   | Anna Wolff (SC Gr.-W. Paderborn)                 | 9.250  | 10.033 | 9.133  | 10.366 | 38.782 |
| 14   | Annabell Göttsch (Kieler TB Brunswik)            | 9.166  | 9.333  | 9.666  | 9.300  | 37.465 |
| 15   | Monika Gorbacev (SG PaSch Marzahn e. V.)         | 9.116  | 9.416  | 9.900  | 8.433  | 36.865 |
| 16   | Anna Zlatopolskaya (TSV Bayer 04 Leverkusen)     | 10.133 | 8.216  | 8.533  | 9.350  | 36.232 |
| 17   | Antonina Holubovska (SKC TaBeA Halle 2000 e. V.) | 9.083  | 9.683  | 6.533  | 9.900  | 35.199 |
| 18   | Anna Kim (TV Fechingen)                          | 9.000  | 8.450  | 8.700  | 8.816  | 34.966 |
| 19   | Dzenisa Hot (1. VfL Fortuna Marzahn)             | 10.616 | 9.916  | 6.966  | 7.183  | 34.681 |
| 20   | Polina Korschova (TSV 1846 Nürnberg e. V.)       | 8.666  | 8.450  | 9.350  | 7.316  | 33.782 |
| 21   | Dascha Steiner (Turn-Klubb zu Hannover)          | 8.800  | 5.083  | 7.900  | 8.783  | 30.566 |
| 22   | Anna-Lisa Haaße (TuG Leipzig e. V.)              | 6.966  | 6.333  | 7.300  | 8.416  | 29.015 |

#### JLK 14
| Rang | Athletin                                             | Reifen | Ball   | Keulen | Band   | Gesamt |
| ---- | ---------------------------------------------------- | ------ | ------ | ------ | ------ | ------ |
| 1    | Alina Diakov (TSV Bayer 04 Leverkusen)               | 14.283 | 14.050 | 13.433 | 12.533 | 54.299 |
| 2    | Wiktoria Linek (TSV Bayer 04 Leverkusen)             | 12.383 | 11.933 | 12.916 | 12.100 | 49.332 |
| 3    | Adina Kükelhahn (Bremen 1860)                        | 12.266 | 11.116 | 12.333 | 13.766 | 47.115 |
| 4    | Nathalie Köhn (1. VfL Fortuna Marzahn)               | 13.000 | 10.500 | 11.983 | 10.566 | 46.049 |
| 5    | Kateryna Cherkasenko (TSG Söflingen e. V.)           | 11.800 | 9.850  | 11.533 | 12.150 | 45.333 |
| 6    | Fiona Isabell Schneider (SKC TaBeA Halle 2000 e. V.) | 11.950 | 10.916 | 11.083 | 11.000 | 44.949 |
| 7    | Julie Wiedau (Bremen 1860)                           | 9.083  | 10.933 | 11.550 | 10.866 | 42.432 |
| 8    | Lisa-Marie Brückner (Blumenthaler TV)                | 10.833 | 9.866  | 10.366 | 10.483 | 41.548 |
| 9    | Elisa Schnorr (TV Bretten)                           | 10.966 | 10.300 | 10.066 | 10.083 | 41.415 |
| 10   | Evelyn Trenkenschu (TV Bochum-Brenschede)            | 10.900 | 9.700  | 10.233 | 10.133 | 40.966 |
| 11   | Danai Braziotis (Turn-Klubb zu Hannover)             | 10.583 | 10.166 | 11.650 | 8.183  | 40.582 |
| 12   | Anna Lisa Geberovitch (TSV Bayer 04 Leverkusen)      | 11.316 | 10.733 | 8.950  | 8.483  | 39,482 |
| 13   | Jannika Dartmann (Schwerter Turnerschaft)            | 10.550 | 10.200 | 10.083 | 8.566  | 39.399 |
| 14   | Olga Baumann (TV Fechingen)                          | 9.783  | 10.266 | 9.900  | 9.066  | 39.015 |
| 15   | Jenny Titov (TuG Leipzig e. V.)                      | 9.266  | 9.133  | 10.550 | 9.666  | 38.615 |
| 16   | Emily Schmehr (TV Fechingen)                         | 8.883  | 10.066 | 9.966  | 9.400  | 38.315 |

| Rang | Athletin                                   | Reifen | Ball  | Keulen | Band  | Gesamt |
| ---- | ------------------------------------------ | ------ | ----- | ------ | ----- | ------ |
| 17   | Sophia Gurevich (TV Fechingen)             | 9.750  | 9.083 | 9.966  | 9.183 | 37.982 |
| 18   | Darina Shiryaeva (Frauensport SB 07 e. V.) | 10.116 | 9.133 | 9.866  | 8.833 | 37.948 |
| 19   | Nicole Linenko (TV Rehlingen 1923)         | 8.816  | 9.366 | 9.483  | 9.150 | 36.815 |
| 20   | Marie Janzen (SV Nettelnburg-Allermöhe)    | 9.416  | 8.200 | 10.300 | 8.750 | 36,666 |
| 21   | Maryia Chornaokaya (TSV Schwerin)          | 9.600  | 8.516 | 9.466  | 8.916 | 36.498 |
| 22   | Stine Ehlert (TSG 1885 Neu-Isenburg)       | 9.666  | 8.866 | 9.650  | 8.200 | 36.382 |
| 23   | Kareen Hoven (TSV Bocholt e. v.)           | 8.983  | 9.566 | 8.766  | 8.566 | 35,881 |
| 24   | Charleen Salis (1. VfL Fortuna Marzahn)    | 9.466  | 8.266 | 9.616  | 7.533 | 34.881 |
| 25   | Victoria Friedrich (TuG Leipzig e. V.)     | 9.566  | 6.683 | 10.033 | 6.983 | 33.265 |
| 26   | Annika Meyert (TuG Leipzig e. V.)          | 9.616  | 7.300 | 7.833  | 8.366 | 33.115 |
| 27   | Monika Stefan (TV Rehlingen 1923)          | 7.983  | 8.700 | 9.050  | 7.266 | 32.999 |
| 28   | Carmen Hiry (TV Rehlingen 1923)            | 8.983  | 9.016 | 5.833  | 8.366 | 32.198 |
| 29   | Madita Siecksmeier (TSV Bocholt e. v.)     | 7.633  | 7.883 | 9.383  | 7.133 | 32.032 |
| 30   | Leona Gashi (SKC TaBeA Halle 2000 e. V.)   | 9.700  | 7.450 | 6.866  | 7.000 | 31.016 |
| 31   | Melissa Meser (VfL Zehlendorf e. V.)       | 9.050  | 5.616 | 8.133  | 7.216 | 30.015 |

#### JLK 15
| Rang | Athletin                                      | Reifen | Ball   | Keulen | Band   | Gesamt |
| ---- | --------------------------------------------- | ------ | ------ | ------ | ------ | ------ |
| 1    | Sina Tkaltschewitsch (TV Eschborn 1888)       | 12.683 | 13.683 | 12.816 | 12.783 | 51.965 |
| 2    | Karin Smirnov (TSV 1846 Nürnberg e. V.)       | 11.866 | 11.683 | 12.333 | 13.116 | 48.998 |
| 3    | Natalie Hermann (Bremen 1860)                 | 11.700 | 11.183 | 12.366 | 10.616 | 45.865 |
| 4    | Veronica Lepekha (SSV Düsseldorf-Knittkuhl)   | 9.333  | 10.933 | 12.150 | 12.166 | 44.582 |
| 5    | Finnja Czacharowski (Bremen 1860)             | 11.916 | 10.700 | 10.500 | 11.316 | 44.432 |
| 6    | Anastasia Kretschmar (1. VfL Fortuna Marzahn) | 11.083 | 10.516 | 11.616 | 9.716  | 42.931 |

| Rang | Athletin                                      | Reifen | Ball   | Keulen | Band   | Gesamt |
| ---- | --------------------------------------------- | ------ | ------ | ------ | ------ | ------ |
| 7    | Lena Marie Mohr (TSV Mommenheim)              | 10.183 | 10.366 | 10.100 | 10.300 | 40.949 |
| 8    | Jana Albrecht (TSVE 1890 Bielefeld e. V.)     | 10.550 | 10.633 | 10.833 | 8.283  | 40.299 |
| 9    | Maria Badanina (TSV 1846 Nürnberg e. V.)      | 9.033  | 7.883  | 10.133 | 9.050  | 36.099 |
| 10   | Marja-Leena Herrmann (TV Fechingen)           | 9.266  | 9.266  | 9.033  | 8.250  | 35.815 |
| 11   | Ann-Kathrin Grimm (SKG Sprendlingen 1886 e.V) | 9.400  | 7.883  | 8.066  | 8.750  | 34.099 |
| 12   | Angelina Weber (TSV 1846 Nürnberg e. V.)      | 8.583  | 8.400  | 7.183  | 5.266  | 29.432 |

#### MK
| Rang | Athletin                                           | Reifen | Ball   | Keulen | Band   | Gesamt |
| ---- | -------------------------------------------------- | ------ | ------ | ------ | ------ | ------ |
| 1    | Jana Berezko-Marggrander (TSV Schmiden 1902 e. V.) | 18.133 | 17.283 | 18.283 | 17.950 | 71.649 |
| 2    | Laura Jung (TV St. Wendel)                         | 17.416 | 17.316 | 17.633 | 17.800 | 70.165 |
| 3    | Darja Sajfutdinova (TSV Schmiden 1902 e. V.)       | 16.316 | 15.300 | 14.633 | 15.333 | 61.582 |
| 4    | Aleksandra Zapekina (Bremen 1860)                  | 14.933 | 12.983 | 13.750 | 14.600 | 56.266 |
| 5    | Marlene Kriebel (TV Dahn 1910 e. V.)               | 14.283 | 14.550 | 14.300 | 11.766 | 54.899 |
| 6    | Julia Stavickaja (Bremen 1860)                     | 15.466 | 13.383 | 12.483 | 13.466 | 54.798 |
| 7    | Laure Marx (SKC TaBeA Halle 2000 e. V.)            | 12.166 | 12.683 | 11.766 | 12.433 | 49.048 |
| 8    | Nicole Bergmann (SKC TaBeA Halle 2000 e. V.)       | 11.900 | 12.833 | 11.266 | 12.000 | 47.999 |
| 9    | Andra Günnemann (TV Eiche Horn e. V. Bremen)       | 11.350 | 12.050 | 12.166 | 11.650 | 47.216 |
| 10   | Krisztina Gröb (Kieler TB Brunswik)                | 11.266 | 10.100 | 13.683 | 11.216 | 46.265 |
| 11   | Lena Rübke (BTS Neustadt)                          | 11.850 | 11.400 | 11.833 | 10.950 | 46.033 |

| Rang | Athletin                                       | Reifen | Ball   | Keulen | Band   | Gesamt |
| ---- | ---------------------------------------------- | ------ | ------ | ------ | ------ | ------ |
| 12   | Antje Ipgefer (TSV 1846 Nürnberg e. V.)        | 12.983 | 8.650  | 10.833 | 11.950 | 44.416 |
| 13   | Marie Kussi (TSV Bayer 04 Leverkusen)          | 10.700 | 10.800 | 10.333 | 11.616 | 43.449 |
| 14   | Frieda Roloff (SKC TaBeA Halle 2000 e. V.)     | 8.600  | 11.516 | 12.083 | 10.600 | 42.799 |
| 15   | Adelina Arifi (TV Rehlingen 1923)              | 9.883  | 10.766 | 10.816 | 11.000 | 42.465 |
| 16   | Sonja Kujawski (TSV Spandau 1860 e. V.)        | 11.183 | 10.900 | 9.900  | 10.383 | 42.366 |
| 17   | Alicia Hohn (SKG Sprendlingen 1886 e.V)        | 10.166 | 10.183 | 10.616 | 10.716 | 41.681 |
| 18   | Janka Kühnler (Bremen 1860)                    | 10.183 | 10.883 | 9.550  | 10.450 | 41.066 |
| 19   | Bernardine Madl (TSV 1860 München)             | 9.800  | 10.616 | 9.600  | 9.383  | 39.399 |
| 20   | Susan Schützle (TV Wiblingen e. V.)            | 9.350  | 9.266  | 9.450  | 8.766  | 36.832 |
| 21   | Anna Lena Wiesner (SKC TaBeA Halle 2000 e. V.) | 9.066  | 10.016 | 9.466  | 6.416  | 34.964 |
| 22   | Maria Amdur (TSV 1846 Nürnberg e. V.)          | 7.816  | 8.950  | 8.250  | 5.383  | 30.399 |

### Gerätefinals

#### JLK 13
| Rang | Athletin                                          | Punkte |
| ---- | ------------------------------------------------- | ------ |
| 1    | Aliaksandra Stsiapanava (TSV Schmiden 1902 e. V.) | 15.150 |
| 2    | Lea Tkaltschewitsch (TSG 1885 Neu-Isenburg)       | 14.150 |
|      | Alexandra Tikhonovich (Sportclub Berlin e. V.)    | 14.150 |
| 4    | Viktoria Burjak (TSV Schmiden 1902 e. V.)         | 12.983 |
| 5    | Daniela Huber (TV Rehlingen 1923)                 | 12.950 |
| 6    | Noemi Peschel (TSV Schmiden 1902 e. V.)           | 11.433 |

| Rang | Athletin                                          | Punkte |
| ---- | ------------------------------------------------- | ------ |
| 1    | Lea Tkaltschewitsch (TSG 1885 Neu-Isenburg)       | 14.133 |
| 2    | Daniela Huber (TV Rehlingen 1923)                 | 13.550 |
| 3    | Viktoria Burjak (TSV Schmiden 1902 e. V.)         | 13.350 |
| 4    | Aliaksandra Stsiapanava (TSV Schmiden 1902 e. V.) | 13.283 |
| 5    | Alexandra Tikhonovich (Sportclub Berlin e. V.)    | 12.783 |
| 6    | Nicole Oks (Lüssumer SV)                          | 10.200 |

| Rang | Athletin                                          | Punkte |
| ---- | ------------------------------------------------- | ------ |
| 1    | Aliaksandra Stsiapanava (TSV Schmiden 1902 e. V.) | 15.400 |
| 2    | Alexandra Tikhonovich (TV Rehlingen 1923)         | 14.700 |
| 3    | Daniela Huber (TV Rehlingen 1923)                 | 14.450 |
| 4    | Viktoria Burjak (TSV Schmiden 1902 e. V.)         | 14.266 |
| 5    | Lea Tkaltschewitsch (TSG 1885 Neu-Isenburg)       | 13.750 |
| 6    | Noemi Peschel (TSV Schmiden 1902 e. V.)           | 13.266 |

| Rang | Athletin                                          | Punkte |
| ---- | ------------------------------------------------- | ------ |
| 1    | Aliaksandra Stsiapanava (TSV Schmiden 1902 e. V.) | 14.800 |
| 2    | Viktoria Burjak (TSV Schmiden 1902 e. V.)         | 14.216 |
| 3    | Lea Tkaltschewitsch (TSG 1885 Neu-Isenburg)       | 13.616 |
| 4    | Daniela Huber (TV Rehlingen 1923)                 | 13.466 |
| 5    | Alexandra Tikhonovich (Sportclub Berlin e.V)      | 12.700 |
| 6    | Noemi Peschel (TSV Schmiden 1902 e. V.)           | 11.333 |

#### JLK 14
| Rang | Athletin                                             | Punkte |
| ---- | ---------------------------------------------------- | ------ |
| 1    | Alina Diakov (TSV Bayer 04 Leverkusen)               | 13.716 |
| 2    | Nathalie Köhn (1. VfL Fortuna Marzahn)               | 11.866 |
| 3.   | Kateryna Cherkasenko (TSG Söflingen e. V.)           | 11.433 |
| 4    | Wiktoria Linek (TSV Bayer 04 Leverkusen)             | 11.400 |
| 5    | Adina Kükelhahn (Bremen 1860)                        | 11.050 |
| 6    | Fiona Isabell Schneider (SKC TaBeA Halle 2000 e. V.) | 10.816 |

| Rang | Athletin                                             | Punkte |
| ---- | ---------------------------------------------------- | ------ |
| 1    | Alina Diakov (TSV Bayer 04 Leverkusen)               | 12.633 |
| 2    | Wiktoria Linek (TSV Bayer 04 Leverkusen)             | 12.600 |
| 3    | Adina Kükelhahn (Bremen 1860)                        | 10.833 |
| 4    | Anna Lisa Geberovitch (TSV Bayer 04 Leverkusen)      | 10.816 |
| 5    | Fiona Isabell Schneider (SKC TaBeA Halle 2000 e. V.) | 10.750 |
| 6    | Julie Wiedau (Bremen 1860)                           | 10.216 |

| Rang | Athletin                                 | Punkte |
| ---- | ---------------------------------------- | ------ |
| 1    | Alina Diakov (TSV Bayer 04 Leverkusen)   | 14.666 |
| 2    | Danai Braziotis (Turn-Klubb zu Hannover) | 11.733 |
|      | Nathalie Köhn (1. VfL Fortuna Marzahn)   | 11.733 |
| 4    | Wiktoria Linek (TSV Bayer 04 Leverkusen) | 11.616 |
| 5    | Adina Kükelhahn (Bremen 1860)            | 11.333 |
| 6    | Julie Wiedau (Bremen 1860)               | 10.900 |

| Rang | Athletin                                             | Punkte |
| ---- | ---------------------------------------------------- | ------ |
| 1    | Alina Diakov (TSV Bayer 04 Leverkusen)               | 13.416 |
| 2    | Wiktoria Linek (TSV Bayer 04 Leverkusen)             | 11.950 |
| 3    | Kateryna Cherkasenko (TSG Söflingen e. V.)           | 11.766 |
| 4    | Julie Wiedau (Bremen 1860)                           | 11.283 |
| 5    | Adina Kükelhahn (Bremen 1860)                        | 10.566 |
| 6    | Fiona Isabell Schneider (SKC TaBeA Halle 2000 e. V.) | 9.500  |

#### JLK 15
| Rang | Athletin                                      | Punkte |
| ---- | --------------------------------------------- | ------ |
| 1    | Sina Tkaltschewitsch (TV Eschborn 1888)       | 13.616 |
| 2    | Finnja Czacharowski (Bremen 1860)             | 13.583 |
| 3.   | Karin Smirnov (TSV 1846 Nürnberg e. V.)       | 13.466 |
| 4    | Natalie Hermann (Bremen 1860)                 | 12.416 |
| 5    | Anastasia Kretschmar (1. VfL Fortuna Marzahn) | 12.333 |
| 6    | Jana Albrecht (TSVE 1890 Bielefeld e. V.)     | 10.816 |

| Rang | Athletin                                    | Punkte |
| ---- | ------------------------------------------- | ------ |
| 1    | Sina Tkaltschewitsch (TV Eschborn 1888)     | 13.450 |
| 2    | Natalie Hermann (Bremen 1860)               | 12.833 |
| 3    | Karin Smirnov (TSV 1846 Nürnberg e. V.)     | 12.716 |
| 4    | Finnja Czacharowski (Bremen 1860)           | 12.316 |
| 5    | Jana Albrecht (TSVE 1890 Bielefeld e. V.)   | 11.900 |
| 6    | Veronica Lepekha (SSV Düsseldorf-Knittkuhl) | 11.183 |

| Rang | Athletin                                      | Punkte |
| ---- | --------------------------------------------- | ------ |
| 1    | Karin Smirnov (TSV 1846 Nürnberg e. V.)       | 14.333 |
| 2    | Sina Tkaltschewitsch (TV Eschborn 1888)       | 13.166 |
| 3    | Anastasia Kretschmar (1. VfL Fortuna Marzahn) | 12.133 |
| 4    | Jana Albrecht (TSVE 1890 Bielefeld e. V.)     | 11.433 |
| 5    | Veronica Lepekha (SSV Düsseldorf-Knittkuhl)   | 11.166 |
| 6    | Natalie Hermann (Bremen 1860)                 | 10.250 |

| Rang | Athletin                                    | Punkte |
| ---- | ------------------------------------------- | ------ |
| 1    | Karin Smirnov (TSV 1846 Nürnberg e. V.)     | 14.400 |
| 2    | Sina Tkaltschewitsch (TV Eschborn 1888)     | 14.283 |
| 3    | Natalie Hermann (Bremen 1860)               | 13.066 |
| 4    | Finnja Czacharowski (Bremen 1860)           | 12.666 |
| 5    | Veronica Lepekha (SSV Düsseldorf-Knittkuhl) | 12.166 |
| 6    | Lena Marie Mohr (TSV Mommenheim)            | 10.116 |

#### MK
| Rang | Athletin                                           | Punkte |
| ---- | -------------------------------------------------- | ------ |
| 1    | Jana Berezko-Marggrander (TSV Schmiden 1902 e. V.) | 17,500 |
| 2    | Laura Jung (TV St. Wendel)                         | 17.333 |
| 3.   | Aleksandra Zapekina (Bremen 1860)                  | 15.100 |
| 4    | Darja Sajfutdinova (TSV Schmiden 1902 e. V.)       | 14.766 |
| 5    | Marlene Kriebel (TV Dahn 1910 e. V.)               | 14,233 |
| 6    | Julia Stavickaja (Bremen 1860)                     | 13.466 |
| 7    | Antje Ipgefer (Bremen 1860)                        | 12.466 |
| 8    | Laure Marx (SKC TaBeA Halle 2000 e. V.)            | 12.066 |

| Rang | Athletin                                           | Punkte |
| ---- | -------------------------------------------------- | ------ |
| 1    | Jana Berezko-Marggrander (TSV Schmiden 1902 e. V.) | 17.650 |
| 2    | Laura Jung (TV St. Wendel)                         | 17.050 |
| 3    | Darja Sajfutdinova (TSV Schmiden 1902 e. V.)       | 16.433 |
| 4    | Julia Stavickaja (Bremen 1860)                     | 13.266 |
| 5    | Aleksandra Zapekina (Bremen 1860)                  | 12.983 |
| 6    | Marlene Kriebel (TV Dahn 1910 e. V)                | 12.250 |
| 7    | Laure Marx (SKC TaBeA Halle 2000 e. V.)            | 10.716 |
| 8    | Nicole Bergmann (SKC TaBeA Halle 2000 e. V.)       | 9.483  |

| Rang | Athletin                                           | Punkte |
| ---- | -------------------------------------------------- | ------ |
| 1    | Laura Jung (TV St. Wendel)                         | 17.800 |
| 2    | Jana Berezko-Marggrander (TSV Schmiden 1902 e. V.) | 17.633 |
| 3    | Julia Stavickaja (Bremen 1860)                     | 14.766 |
| 4    | Marlene Kriebel (TV Dahn 1910 e. V.)               | 14.400 |
| 5    | Aleksandra Zapekina (Bremen 1860)                  | 13.333 |
| 6    | Krisztina Gröb (Kieler TB Brunswik)                | 13.233 |
| 7    | Darja Sajfutdinova (TSV Schmiden 1902 e. V.)       | 12.033 |
| 8    | Andra Günnemann (TV Eiche Horn e. V. Bremen)       | 10.683 |

| Rang | Athletin                                           | Punkte |
| ---- | -------------------------------------------------- | ------ |
| 1    | Jana Berezko-Marggrander (TSV Schmiden 1902 e. V.) | 17.900 |
| 2    | Laura Jung (TV St. Wendel)                         | 17.716 |
| 3    | Darja Sajfutdinova (TSV Schmiden 1902 e. V.)       | 15.533 |
| 4    | Aleksandra Zapekina (Bremen 1860)                  | 15.200 |
| 5    | Laure Marx (SKC TaBeA Halle 2000 e. V.)            | 12.916 |
| 6    | Antje Ipgefer (Bremen 1860)                        | 12.500 |
| 7    | Julia Stavickaja (Bremen 1860)                     | 12.233 |
| 8    | Nicole Bergmann (SKC TaBeA Halle 2000 e. V.)       | 12.216 |

## Gruppe

### Programm und Zeitplan
| Datum        | Uhrzeit   | Wettkampf                 |
| ------------ | --------- | ------------------------- |
| Sa., 28 Juni | 09:00 Uhr | FWK/JWK/SWK Qualifikation |
| Sa., 28 Juni | 17:30 Uhr | SLK Gruppen               |
| Sa., 28 Juni | 19.00 Uhr | JLK/MK Gruppen            |
| So., 29 Juni | 09:30 Uhr | Finale FWK/JWK/SWK        |
| So., 29 Juni | 12:00 Uhr | Finale SLK/JLK/MK         |

### Qualifikation

#### JLK
| Rang | Gruppen                               | 5      | 5      | Gesamt     |
| ---- | ------------------------------------- | ------ | ------ | ---------- |
| 1    | SKC TaBeA Halle 2000 e. V.            | 11.083 | 12.850 | 23.933 (Q) |
| 2    | Sportgymnastik Dahner Felsenland      | 11.433 | 12.000 | 23.433 (Q) |
| 3    | Bremen 1860                           | 9.100  | 13.850 | 22.950 (Q) |
| 4    | Berliner Turn- und Freizeitsport-Bund | 10.683 | 12.000 | 22.683 (Q) |
| 5    | Saarländischer Turnerbund             | 10.316 | 10.500 | 20,816 (Q) |
| 6    | TSV 1846 Nürnberg e. V.               | 7.383  | 7.100  | 14.483 (Q) |
| 7    | SC Gr.-W. Paderborn                   | 7.183  | 5.450  | 12.633     |

#### MK
| Rang | Gruppen                               | 3      | 2      | Gesamt     |
| ---- | ------------------------------------- | ------ | ------ | ---------- |
| 1    | Sportgymnastik Dahner Felsenland      | 10.500 | 12.600 | 23.100 (Q) |
| 2    | Bremen 1860                           | 11.166 | 11.750 | 22.916 (Q) |
| 3    | SKC TaBeA Halle 2000 e. V.            | 11.950 | 9.900  | 21.850 (Q) |
| 4    | TV Dahn 1910 e. V.                    | 10.200 | 10.200 | 20.400 (Q) |
| 5    | Berliner Turn- und Freizeitsport-Bund | 9.400  | 10.900 | 20.300 (Q) |
| 6    | Braunschweiger MTV von 1847           | 9.900  | 8.850  | 18.750 (Q) |

### Gerätefinals

#### JLK
| Rang | Gruppen                               | 5     | 5     | Gesamt |
| ---- | ------------------------------------- | ----- | ----- | ------ |
| 1    | Bremen 1860                           | 6.100 | 6.600 | 12.700 |
| 2    | Berliner Turn- und Freizeitsport-Bund | 5.400 | 6.700 | 12.100 |
| 3    | Sportgymnastik Dahner Felsenland      | 5.550 | 6.050 | 11.600 |
| 4    | SKC TaBeA Halle 2000 e. V.            | 5.400 | 6.100 | 11.500 |
| 5    | Saarländischer Turnerbund             | 4.200 | 6.300 | 10.500 |
| 6    | TSV 1846 Nürnberg e. V.               | 3.800 | 5.150 | 8.950  |

#### MK
| Rang | Gruppen                               | 3     | 2     | Gesamt |
| ---- | ------------------------------------- | ----- | ----- | ------ |
| 1    | SKC TaBeA Halle 2000 e. V.            | 6.800 | 7.066 | 13.866 |
| 2    | Berliner Turn- und Freizeitsport-Bund | 5.800 | 6.266 | 12.066 |
| 3    | Sportgymnastik Dahner Felsenland      | 5.800 | 5.933 | 11.733 |
| 4    | TV Dahn 1910 e. V.                    | 5.200 | 5.866 | 11.066 |
| 5    | Braunschweiger MTV von 1847           | 4.200 | 5.733 | 9.933  |
| 6    | Bremen 1860                           | 3.950 | 3.600 | 6.950  |